# Ctenus dubius
Ctenus dubius este o specie de păianjeni din genul Ctenus, familia Ctenidae, descrisă de Walckenaer, 1805.
Este endemică în Guyana. Conform Catalogue of Life specia Ctenus dubius nu are subspecii cunoscute.